# Samtalen
|  | Denne artikel er oprettet af botten PalnaBot ud fra en ekstern database. Den kan derfor have sproglige fejl eller mangler. Denne skabelon kan fjernes efter kontrol af indholdet. |

Samtalen er en kortfilm instrueret af Jesper Lambæk, Truels Bisgaard efter manuskript af Jesper Lambæk, Truels Bisgaard.

## Handling
To venners møde og deres forsøg på at mødes. Den ene med krigens rædsler som frisk bagage, den anden en helt 'almindelig' dansker. Samtalen bringer os vidt omkring i danske landskaber og foregår alle steder på én gang.